# Кеней
Кене́й (грец. Καινέας) — у давньогрецькій міфології — велетень-лапіт, син Коронуса, аргонавт, що брав участь у калідонському полюванні та в боротьбі лапітів з кентаврами на весіллі Пейрітоя. Оскільки Кеней був невразливий, кентаври закидали його соснами й так поховали живцем. Сцени боротьби кентаврів з лапітами часто зустрічаються в античному мистецтві.
У пізніших авторів (Овідій) розповідається про те, що Кеней спочатку був дівчиною на ім'я Кеніда. У неї закохався Посейдон і обіцяв виконати будь-яке її бажання. Дівчина забажала стати чоловіком. 
За іншою версією Кеней і його брат Ісхій були народжені Кенідою від Елата.
Кеней змушував людей поклонятися своєму спису. Ця історія була широко відомою і у давніх греків існувала приказка про спис Кенея дав.-гр. τὸ Καινέως δόρυ. Пізніше такі вчинки приписувалися Александру Македонському та Александру Ферському.